# Моноцикл
Моноцикл (греч. μόνος — один, лат. cyclus от др.-греч. κύκλος — окружность, колесо)  — средство передвижения, приводимое в движение мускульной силой человека, оснащённое одним колесом, «одноколёсный велосипед».
Моноцикл похож на двухколёсный велосипед, но проще устроен. В среде моноциклистов часто используется термин «уницикл», от английского названия моноцикла — unicycle.

## История
Одна из теорий происхождения моноцикла гласит, что он возник благодаря популярности пенни-фартинга, также известного как «Паук» — велосипеда с большим передним и маленьким задним колесом. Так как его педали крепились непосредственно к передней оси, заднее колесо могло подскакивать на неровностях, и ездок некоторое время двигался на одном колесе. Многие владельцы «Пауков» обнаружили, что они могут ездить, убрав заднюю часть рамы и руль. Эту теорию подтверждают изображения моноциклов конца 19 века с большими колесами.
С тех пор энтузиасты моноцикла вдохновили производителей на создание различных конструкций, например, моноцикл без седла («ultimate wheel»), высокие моноциклы («Жирафы»). В конце 1980-х годов интерес к моноциклу возникает в среде спортсменов-экстремалов, в результате чего был создан «внедорожный» или «горный» моноцикл («муни», от англ. «MUni», «mountain unicycling»).

## Конструкция
Моноцикл состоит из следующих основных деталей:
- Колесо (состоящее из велосипедной шины, камеры, обода, спиц, втулки и оси)
- Шатуны
- Велосипедные педали
- Вилообразная рама
- Подседельный штырь
- Седло

Колесо выглядит как велосипедное. Отличие в том, что ось составляет одно целое со втулкой, и вращение педалей напрямую передаётся колесу. Это называется прямая передача. Рама крепится сверху на подшипники втулки, а шатуны педалей присоединяются к концам оси. Подседельный штырь соединяет раму и седло. Седло моноцикла также отличается от велосипедного, оно сконструировано в расчёте на прямую посадку седока, и оснащено бамперами спереди и сзади.

### Дополнительное оборудование

#### Аналогичное велосипедному
- Крыло
- Багажник
- Фонари
- Светоотражатели
- Звуковой сигнал

Не все модели оборудования для велосипедов могут быть установлены на моноцикл. Например, крылья с креплением к втулке из-за различия в конструкции втулки велосипеда и моноцикла, фонари, предназначенные для крепления только на руль и т. д.

#### Специфичное для моноцикла
- Вынос — рычаг, укреплённый под седлом и направленный вперёд, похожий на велосипедный руль. Применяется как дополнительная точка опоры в длительных поездках и для крепления оборудования (звукового сигнала, ручки тормоза, иногда — фонарей).
- Тормоз — для моноциклов выпускаются тормоза со специально сконструированным для крепления под седло рычагом. При наличии выноса можно установить и обычный тормоз.

## Способы обучения
Существуют различные способы обучения катанию. Самый простой — езда с поддержкой. Другой способ предполагает обучение езде в узком коридоре, стены которого служат боковой опорой, и ученик может сосредоточиться на тренировке баланса в продольной плоскости. Если нет подходящего коридора, поможет забор или даже натянутая верёвка. Балансирование между двумя стульями, поставленными спинками друг к другу, также помогает ученику отрегулировать посадку перед тем, как приступать к езде. Использование приспособлений, подобных лыжным палкам, обычно не приветствуется, так как они мешают балансированию и входят в привычку. Кроме того, использование приспособлений чревато травмами при падении.

## Типы моноциклов

### Моноциклы для фристайла
В основном используются для трюков на плоской поверхности (флатленд) и фристайла. Обычно имеют относительно высокий подседельный штырь, узкое седло и вилку с квадратным верхом (используется для постановки ног при исполнении трюков). Такие моноциклы используются также, как и велосипеды для плоской поверхности. Обычный размер колеса — 20 дюймов (508,000000 мм), но моноциклисты низкого роста могут использовать 12-дюймов (304,8000000 мм). Некоторые предпочитают колёса размера 24-дюйма (609,6000000 мм).

### Моноциклы для триала
Созданные для триала, эти моноциклы прочнее, чем обычные, чтобы выдерживать нагрузки, связанные с прыжками и дропами. Как правило, оснащены широкими колёсами и шинами 19- или 20-дюймов (508,000000 мм) с высоким протектором, для поглощения энергии ударов.

### Горные моноциклы (MUni)
Горные моноциклы, или MUni (от англ. mountain unicycling), во многом похожи на моноциклы для триала, за исключением нескольких отличий. Как правило, у горных моноциклов больше колёса (24 или 26 дюймов (660,4000000 мм)), с которыми легче преодолевать небольшие препятствия, например, корни деревьев или камни. 29-ти дюймовые колёса используются для поездок на длинные дистанции, или для намеренного усложнения процесса. Сёдла горных моноциклов толще и комфортнее для компенсации неровностей грунта. Также на горных моноциклах используются тормоза, необходимые при съезде с крутых склонов.

### Дорожные моноциклы
Такие моноциклы созданы для преодоления длинных дистанций. Обычно на них ставятся большие колёса, от 26 до 36 дюймов, что позволяет проезжать большее расстояние, делая меньше оборотов педалей. Начало моде на 36-дюймовые моноциклы положила компания Coker Tire.
Существуют другие варианты дорожных моноциклов, например, «GUni» (от англ. «geared unicycle», «моноцикл с передачами») — моноцикл с планетарной втулкой на две передачи, производства компании Schlumpf. На большие колёса, как правило, ставятся педали с короткими шатунами, для лёгкого каденса и высокой скорости. При этом, колёса с передачами, имеющие эффективный диаметр больше, чем само колесо, используют более длинные шатуны, чтобы увеличить усилие, так как на них нет необходимости в высоком каденсе, как на колёсах с прямой передачей, но требуется большее усилие нажатия на педаль.

### Другие разновидности
- «Жираф»: моноцикл с цепным приводом. Использование цепи позволяет сделать моноцикл такого типа намного выше обычного (многоколёсные моноциклы тоже иногда называют «жирафами»).[5] У обычных моноциклов нет цепи, и это ограничивает высоту седла, так как наездник должен доставать ногами до педалей, прикреплённых к центру оси. Высота «Жирафа» может достигать от 1 до 3 метров.
- Моноцикл с передачей, GUni (от англ. «geared unicycle»): моноцикл, колесо которого вращается быстрее, чем педали. Их используют для дальних поездок и гонок[6].
- Многоколёсный моноцикл: моноцикл с несколькими колёсами, размещёнными одно над другим таким образом, чтобы только одно колесо касалось земли. Колёса либо связаны цепью, либо вращают друг друга, как шестерни.
- «Кенгуру»: моноцикл, педали которого смотрят в одну сторону. Название происходит от характера движений наездника при езде, напоминающих прыжки кенгуру.
- Эксцентрический моноцикл: моноцикл, ось которого расположена вне центра колеса. Эксцентрическое колесо на моноцикле-«кенгуру» делает езду на последнем проще, причём движения наездника становятся ещё более схожи с прыжками кенгуру.
- Ултимейт (Ultimate wheel): колесо без рамы и седла, просто колесо с педалями.
- Невозможное колесо, «Импосибл», «Impossible wheel», « BC wheel»: колесо со штырями или металлическими платформами для стояния. Обычное применение — езда по инерции и прыжки. Пуристская форма моноцикла, даже без педалей.
- Интроцикл: большое колесо, внутри которого размещается наездник (как в колесе для хомяков). Интроцикл может быть как моторизованным, так и с педальным приводом. У интроциклов есть эффект гироскопа, а центр масс расположен ниже, что делает поддержание баланса проще, а манёвры — сложнее.
- Самобалансирующийся моноцикл (Моноколесо): моторизованный моноцикл, оснащённый компьютером, автоматически поддерживающим баланс во время езды.
- Моноцикл со свободным ходом: моноцикл со втулкой, оснащённой обгонной муфтой, как на обычном велосипеде. Это позволяет наезднику ехать по инерции, не вращая педали. На таких моноциклах, как правило, устанавливаются тормоза, так как на нём невозможно тормозить традиционным для моноцикла способом (педалями). Рычаг тормоза обычно размещается под сиденьем. На таком моноцикле невозможно ездить задним ходом.

#### Варианты
- Тандем
- Рекумбент
- Гидравлический жираф
- Моторизованный моноцикл

## Теория
Так же, как и на двухколёсном велосипеде или мотоцикле, поддерживать равновесие на моноцикле возможно преимущественно во время движения. Эксперименты и математическое моделирование показывают, что моноцикл сохраняет вертикальное положение до тех пор, пока колесо удерживается под центром масс (теория инвертированного маятника). Удержание колеса в нужном положении — задача наездника. Гипотеза о значительной роли гироскопического эффекта в поддержании баланса моноцикла в настоящее время считается опровергнутой. Кроме того, моноцикл является неголономной системой, так как его поведение зависит от направления движения. Проблема контроля самобалансирующегося моноцикла — интересная задача из области теории управления (см. Segway).
Во время езды на моноцикле ездок подсознательно замечает, в какую сторону стремится упасть его транспортное средство и корректирует «падение», перемещая колесо под свой центр масс до того, как моноцикл переместится слишком далеко от стабильного положения. Сохранение вертикального положения может быть основной задачей для начинающего ездока, но им приходится учиться и контролируемому «падению» — для поворота, ускорения или торможения.
Расстояние по горизонтали от центра тяжести до точки контакта (между колесом и грунтом) определяет ускорение. Скорость и направление вращения колеса определяет относительное положение пятна контакта, и, соответственно, падение или рост ускорения.
Если моноциклист теряет равновесие, и не может сдвинуть свой центр тяжести на другую сторону колеса (нижняя часть которого является точкой опоры) без помощи стены или другой опоры — и, соответственно, чтобы не упасть, он должен повернуть колесо (нижней частью своего тела) и сдвинуть его, вращая педали, в направлении своего центра тяжести.
Чтобы начать движение в том или ином направлении, нужно сместить центр тяжести, «упасть», что, как правило, достигается наклоном тела и движениями рук. Более опытные ездоки могут корректировать направление движения только при помощи бёдер («закручивая» верхнюю часть тела в противоположном повороту направлении). Моноциклист начинает «падать» в желаемом направлении, и это помогает ему начать движение, несмотря на возможные изменения скорости.
Когда ездок едет, он смещает центр тяжести вперёд от точки контакта, чтобы ускориться или назад, чтобы замедлить движение. Для удержания постоянной скорости ездок должен удерживать центр тяжести прямо над пятном контакта. Но более надёжный (и контринтуитивный) способ управления ускорением — с помощью изменения скорости вращения педалей и колеса, без наклонов тела.

## Скорость
Педали обычного моноцикла (то есть, не «Жирафа» и не GUni) напрямую присоединены к оси колеса. Это означает, что у моноцикла отсутствуют передачи и свободный ход втулки, что даёт постоянную обратную связь с колесом. Кроме того, это означает, что размер колеса — основной фактор, влияющий на скорость моноцикла:
| Размер | Обычно    | Быстро  |
| ------ | --------- | ------- |
| 50 см  | 6,4 км/ч  | 13 км/ч |
| 60 см  | 8 км/ч    | 16 км/ч |
| 75 см  | 12 км/ч   | 24 км/ч |
| 90 см  | 17,6 км/ч | 35 км/ч |

## Стили езды
Традиционно моноцикл ассоциировался с парадами и цирком. Но в наше время, с появлением более прочных велосипедных, и, соответственно, моноциклетных, деталей, возникло много новых стилей езды, таких как триал и горный моноцикл. Таким образом, езда на моноцикле в наше время уже не только развлечение, но и спорт.
ФристайлВозможно, старейший из экстремальных стилей езды на моноцикле. Традиционный фристайл это, прежде всего, шоу. Трюки и движения происходящие из различных способов езды на моноцикле, связываются единым ритмом в эстетически привлекательную композицию. Конкурсы фристайла больше всего похожи на конкурсы фигурного катания.
ТриалЦель триала — преодоление препятствий, аналогично велосипедному триалу.
Уличный моноцикл, «Стрит»уличный стиль использует комбинации уличных объектов, таких как лестницы, перила и заборы, для различных трюков, многие из которых аналогичны трюкам в других видах экстремального спорта, например BMX и скейтбординг.
Оффроуд или горный моноциклезда по пересечённой местности — самый динамично развивающийся вид спорта в последние годы. Обычное место проведения — горные склоны крутизной от 20 до 40 градусов. Любой маршрут, проходимый для горного велосипеда, доступен и для моноцикла, причём, иногда пройти сложную местность на моноцикле оказывается легче, из-за большей манёвренности последнего.
ТуризмЭтот стиль концентрируется на поездках на большие расстояния. С колесом в 29-дюймов (736,6000000 мм) или 36-дюймов (914,4000000 мм) легко ехать со скоростью от 15 до 20 км/ч и быстрее.
ФлэтлэндОтносительно новый стиль. В целом похож на фристайл, но без элементов хореографии. Как в уличном стиле, трюки похожи на BMX и скейтбординг.

## Командные виды спорта на моноциклах
Кроме индивидуальных занятий, в последнее время растёт популярность командных видов спорта с использованием моноцикла.

### Баскетбол на моноциклах
В баскетбол на моноциклах играют на обычном баскетбольном поле, по правилам обычного баскетбола, то есть, перемещаться с мячом можно только используя дриблинг. Есть несколько правил, специфичных для моноцикла, например, игрок должен ехать на моноцикле при дриблинге. В баскетбол играют на 24-дюймовых или меньших моноциклах с пластиковыми педалями, во избежание травм и повреждения покрытия поля. В Северной Америке турниры по баскетболу на моноциклах проходят в Беркли, Детройте, Фениксе, Минеаплисе и Торонто. В Швейцарии, Франции, Германии и Пуэрто Рико есть баскетбольные команды моноциклистов. Пуэрто-риканская команда All Stars — одна из наиболее сильных; они побеждали в нескольких мировых турнирах.

### Хоккей на моноциклах
Хоккей на моноциклах похож на хоккей на льду или на траве. Играют теннисным мячом и клюшками для хоккея на льду. Игра, как правило, не контактная. Есть активные лиги в Германии, Швейцарии и Великобритании, международные турниры проводятся минимум раз в два года. Турниры в Великобритании между различными командами проводятся в разных городах, обычно на крытых аренах, но иногда и на открытых площадках. Каждый турнир продолжается день, в течение которого проходят игры между 8-ю командами по круговой системе, где побеждает команда, набравшая больше всего очков. Если две команды набрали поровну очков, победитель выбирается по количеству голов или решающим пенальти.

### Гандбол на моноциклах
В гандбол на моноциклах играют гандбольным мячом. Команды стараются кинуть его в вертикальный обруч, размещённый на высоте около 2-х метров над землёй. В такой гандбол играют в польской деревне Хжелице (Chrzelice (польск.), Chrzelice (англ.)) с конца 1970-х годов.
Поло на моноциклах (унициклах)
В поло на унициклах (униполо) играют почти по тем же правилам, что и в поло на лошадях. Основное отличие состоит в размере и покрытии поля и в форме клюшки. Мяч забивается в ворота только  торцом клюшки. Первая официальная встреча проведена 12 июня 2015 года между командами Дубны и Москвы. Команды существуют в ряде городов России (Санкт-Петербург, Вологда, Подольск, Якутск, Казань, Дубна, Москва).

## Экипировка и защита
Защита кистейЧаще всего моноциклист «приземляется» на ступни, но при потере контроля первыми страдают руки и запястья. Как правило, кистевая защита изнашивается быстрее всего.
Наколенники и налокотникиСледующие по уязвимости — колени и локти. Наколенники особенно нужны на гонках и при езде по пересечённой местности.
ШлемШлем необходим на бездорожье, кроме того, в некоторых странах обязателен к ношению при езде по дорогам и на гонках. Шлем помогает уменьшить последствия ударов головой об землю, деревья и ветки.
Защита голениЗащита голени желательна при использовании металлических или шипованных педалей. Такие педали крепче всего держат ступню, но при соскальзывании могут серьёзно повредить голень.
Велосипедные шортыВелосипедные шорты, благодаря специальному крою, удобнее обычных шорт при езде.
ПерчаткиПерчатки необходимы, например, на гонках. Перчатки для моноцикла бывают с пальцами и без, использование последних не рекомендуется. Кроме гонок, перчатки полезны для защиты рук во время триала или поездок по пересечённой местности.

## Правовой статус в РФ
В настоящий момент (январь 2014 г.) правила дорожного движения Российской Федерации определяют велосипед, как «транспортное средство, кроме инвалидных колясок, имеющее два колеса или более и приводимое в движение мускульной силой людей, находящихся на нём», что исключает моноцикл из их числа.

## Известные моноциклисты

### Профессионалы

#### Персоналии
- Крис Холм (Kris Holm) и Джордж Пек (George Peck), пионеры горного моноцикла.

- Руди Хорн (Rudy Horn), немецкий жонглёр.

- Эрнст Монтего, немецкий жонглёр.

- Лаки Даймонд Рич (Lucky Diamond Rich), татуированный артист.
- Анатолий Марчевский, советский и российский артист цирка, член Совета при президенте РФ по культуре и искусству
- Шавро Юрий Александрович российский артист цирка парная акробатика на моноцикле золотая медаль в Париже Цирк завтрашнего дня

#### Группы
- Группа моноциклистов короля Чарльза[12][13][14][15]

## UNICON и Eurocycle
UNICON и Eurocycle — регулярные международные конвенты моноциклистов.
Проводимый раз в два года UNICON (Международный Конвент Моноциклистов), поддерживаемый Международной Федерацией Моноцикла, включает все основные дисциплины и является основным событием в международном календаре моноцикла. В ходе конвента проводятся смотры и соревнования по художественной езде (в группах, парами, индивидуальные, standard skill, open-X), гонки (100 м, 400 м, 800 м, 30 м «вилвок», 50 м при помощи одной ноги, 10 км.), марафон 42.195 км, горный моноцикл (пересечённая местность, апхилл, даунхилл), триал, баскетбол и хоккей.
Eurocycle — такое же мероприятие, но с фокусом на Европе.

## Гонки
Первая в мире многостадийная гонка моноциклов, Ride the Lobster, была проведена в Новой Шотландии в июне 2008 г. Около 35 команд из 14-ти стран соревновались на дистанции в 800 км. Каждая команда состояла максимум из 3-х наездников и 1 помощника.
«Уникросс» или «велокросс на моноциклах» — новый формат гонок, в котором моноциклисты соревнуются на трассе для велокросса.

## Компании-производители моноциклов
Известные компании-производители моноциклов это:
- Coker
- Kris Holm Unicycles
- Miyata
- Surly
- Torker
- Nimbus Unicycles

## Моноциклы в культуре и искусстве
- В фильме Григория Александрова «Цирк (фильм, 1936)».
- В фильме «Отроки во Вселенной» используется интроцикл как образ внеземного футуристического транспорта.
- «Звезда цирка» — один из самых первых трёхмерных мультфильмов студии Pixar (1987). Главный герой — одноколёсный велосипед.
- В компьютерных играх «Uniracers», «Carmageddon», «Serious Sam 2»[18].
- В рекламе навигационного программного обеспечения Ovi Maps с функцией SatNav[19] компании Nokia участвует известный конструктор Кэрри МакЛин с сыном на собранных ими моноциклах
- Во время церемонии закрытия Олимпиады в Пекине использовалось множество немоторизированных моноциклов[20]
- «Звёздные войны. Эпизод III: Месть ситхов» — генерал Гривус во время преследования Оби-Ваном перемещается на моторизованном интроцикле.
- В фильме «Люди в чёрном 3» интроцикл используется как транспортное средство.
- В одной из серий сериала «Доктор Хаус» видно, что у Кади в спальне у стены стоит моноцикл.
- В аниме и манге «One Piece» акробат Кабадзи, один из пиратов Багги использует моноцикл как основное средство перемещения в бою и вне боя.
- В некоторых сериях «Spongebob Squarepants» фигурирует моноцикл, которым пользуется как главный герой, так и второстепенные персонажи.